# Cirsotrema dalli
Cirsotrema dalli is een slakkensoort uit de familie van de Epitoniidae. De wetenschappelijke naam van de soort is voor het eerst geldig gepubliceerd in 1945 door Rehder.